# Carmen Bellido
Carmen Rosa María Bellido Ugarte (* 7. August 1964 in Miraflores, Lima) ist eine peruanische Badmintonspielerin. Pilar Bellido und Ximena Bellido, ebenfalls erfolgreiche Badmintonspielerinnen, sind ihre Schwestern.

## Karriere
Carmen Bellido gewann 1983 ihren ersten nationalen Titel im Damendoppel mit ihrer Schwester Ximena. Ein Jahr später konnten sie den Titel verteidigen. Bei der Weltmeisterschaft 1985 überstanden beide jedoch die Auftaktrunde nicht und wurden somit 17. 1989 gewannen die Schwestern noch einmal gemeinsam den nationalen Damendoppeltitel.

## Sportliche Erfolge
| Saison | Veranstaltung       | Disziplin   | Platz | Name                            |
| ------ | ------------------- | ----------- | ----- | ------------------------------- |
| 1983   | Peru: Meisterschaft | Damendoppel | 1     | Ximena Bellido / Carmen Bellido |
| 1984   | Peru: Meisterschaft | Damendoppel | 1     | Ximena Bellido / Carmen Bellido |
| 1985   | Weltmeisterschaft   | Damendoppel | 17    | Ximena Bellido / Carmen Bellido |
| 1989   | Peru: Meisterschaft | Damendoppel | 1     | Ximena Bellido / Carmen Bellido |